# ジョージ・サントス
ジョージ・アンソニー・デボルダー・サントス（George Anthony Devolder Santos, 1988年7月22日 - ）は、アメリカ合衆国の政治家。共和党所属の元アメリカ合衆国下院議員である。
2022年に連邦下院議員に選出されたが、当選直後から経歴詐称や詐欺への関与が発覚し、下院から除名され失職した。

## 経歴
アンゴラにルーツを持つアフリカ系アメリカ人の父親とブラジル出身の母親の元に生まれ、アメリカとブラジルの二重国籍を持っていると本人は主張している。2006年に高校を卒業したことは確認されており、2008年頃にブラジルで小切手詐欺を働いたとして捜査されたもののブラジルを出国（なお2023年1月にブラジル捜査当局が再捜査を発表）。ニューヨーク近郊で衛星テレビ局のカスタマーサービス担当として勤務した後に投資会社を主宰したが、この投資会社が1700万ドルと推定されるポンジ・スキームであるとして連邦証券取引委員会が告発している。
2020年の連邦下院議員選挙に当初は別の選挙区からの出馬を目指していたが候補者になるだけの署名を集められず断念、無競争状態だったニューヨーク州第3選挙区から共和党公認で立候補した。地元の党組織からはあまり協力を得られなかったが共和党の青年組織の支持を取り付けドナルド・トランプ大統領との関係の近さもアピールしたものの、民主党現職のトーマス・スオッツィーに敗れた。
2022年の下院議員選挙では現職のスオッツィー議員が不出馬となり新人同士の対決となった。サントス自身の詐欺容疑に加えオルタナ右翼など極右人士との交流を公言したことで激戦となったが、サントスが僅差で当選した。
共和党議員としては初の同性愛者を公表し、マットという名の男性と4匹の犬と生活している。
2023年5月10日、詐欺や公金横領などの罪で連邦検察から起訴された。サントスは法廷で争う意向を示し、辞職については否定した。起訴状によると、選挙資金を私的に流用して支持者を欺いたほか、不正に失業手当を受給したなど罪状は13件に上り、下院への提出書類に資産や収入、負債について虚偽の記載をした罪にも問われている。その他にも後述するような経歴詐称、また告発されていない不正行為について下院倫理委員会が報告書を公表するなど、辞任への圧力が強まっていったものの、辞任させようとする共和党指導部による努力は実を結ばなかった。その報告書が公表された11月16日、議員辞職はしないものの翌2024年の選挙で再選を目指さないと表明。11月30日の記者会見の場では改めて辞任を拒否したが、12月1日に下院において除名処分とするかを決定する採決が行われることとなった。
採決では、民主党議員の大部分が賛成しただけでなく共和党議員の約半数も賛成に回り、賛成311票、反対114票、棄権2票で、賛成票が合衆国憲法に規定する除名に必要な有効投票数の3分の2を上回ったため、下院議員の職を失った。除名決議により下院議員が失職したのは、サントスで史上6人目、直近では2002年に民主党のジェームズ・トラフィカントが除名されて以来21年振りのことである。
2024年8月19日、ニューヨーク州の連邦地裁で司法取引に応じて詐欺などについて罪を認めた。2025年4月25日、同地裁から禁錮7年3月を言い渡された。

### 経歴詐称
サントスは自らの政治活動で以下の様な経歴を述べていた。
- 母方の祖父母はウクライナ系ユダヤ人移民で、ナチスによるホロコーストを逃れてベルギー経由でブラジルに亡命した。
- ニューヨーク市立大学バルーク校で金融と経済学の学士号を取得、クラスの上位 1%の優秀な成績で卒業したのち、ニューヨーク大学(NYU) で経営学の修士号を取得し、大学院管理職入学試験で 710 点を獲得した。
- シティグループとゴールドマン・サックスで14年間働き、2019年と2020年にはエリート予備校であるホレス・マン・スクールに通っていたが家族の苦難のために退学。
- 2013年に設立した動物保護NGOにて「2400頭のイヌと280匹のネコを救助した」実績を持つ。

ところがニューヨークタイムズが一連の経歴を調査したところ、ベルギー移民ではあったがユダヤ系の血縁関係は皆無で大学に籍を置いていた記録も無し。職歴も全くの架空であったと判明した。サントスは虚偽を認めたものの「言葉のアヤ」と弁解、更にニューヨーク州の共和党組織から辞職を要求されてもあくまで議員の職にとどまると表明した。

## 彼が語ったとされる逸話
- 彼の母親は「大手金融機関で最初の女性幹部」であり、ワールドトレードセンターのサウスタワーで働き、9月11日の攻撃を生き延びた後、数年後に亡くなった。
- 彼はバルーク大学時代バレーボールチームの「スタープレーヤー」であり、リーグチャンピオンシップで優勝した経験がある。[11]
- 彼と彼の家族はニューヨークに13件の物件を所有している
- 2016年フロリダ州オーランドの会社で事業開発マネージャーを勤めていた当時、ナイトクラブ銃撃事件で彼の4人の従業員が犠牲になった。
- 自身はニューヨークのコロナ患者第1号である。